# 马福益
马福益（1865年—1905年4月20日），原名福一，一名乾，原籍湖南醴陵，生於湘潭。会党首领。

## 生平
早年加入哥老会。1891年（光绪十七年）创立回仑山（一作回龙山），为首领，势力遍于醴陵、湘潭、浏阳各地。1904年黄兴派刘道一等与其联络反清，他與之合作組織「同仇會」，与黄兴等谋于长沙起义，以所属会众为义军，以军学界人为指挥，省城外分五路同时响应。事泄，走避广西。1905年复回湖南，准备于洪江再次发动起义，4月13日因接應會黨失去聯繫，在今醴陵南站附近被捕。1905年4月20日，他在长沙被殺。